# Copa anglo-italiana de futbol

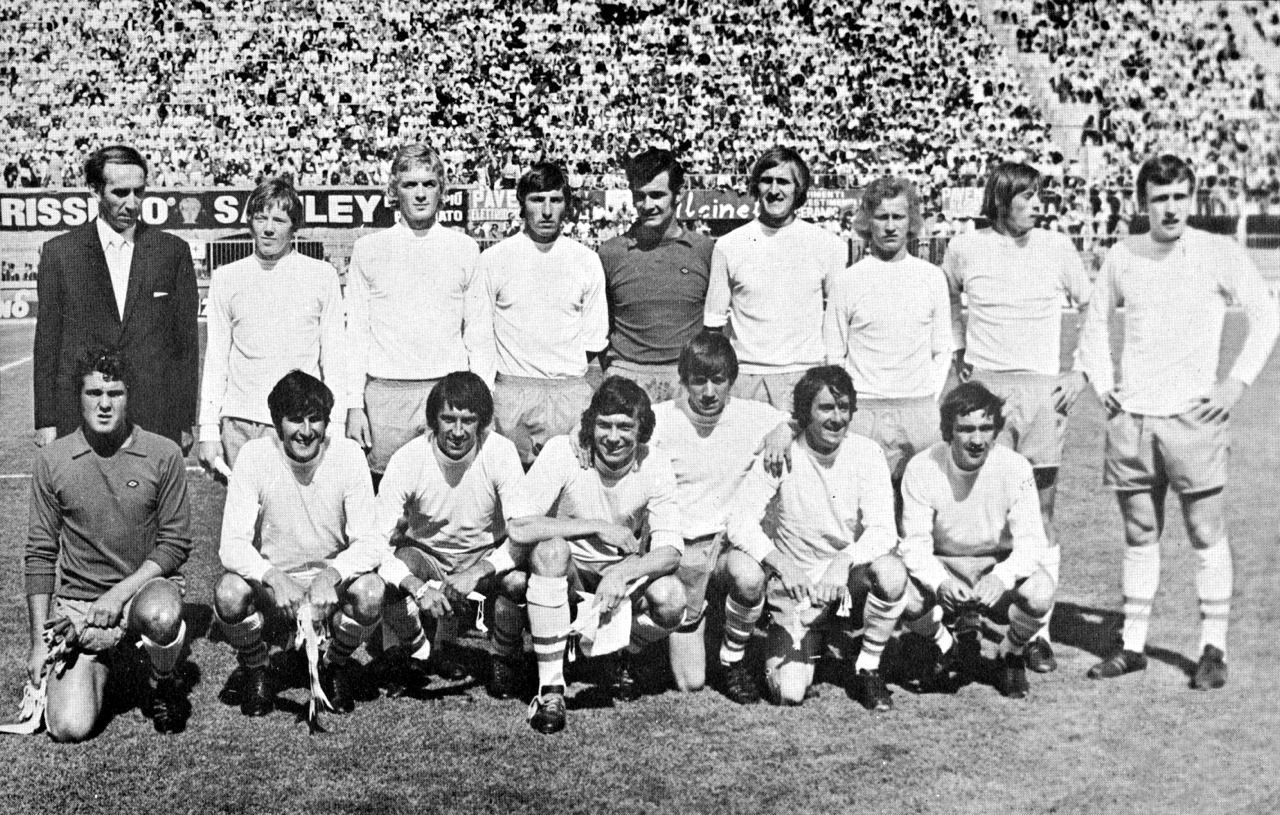
Competició de l'any 1971 que enfrontà el Bolonya FC amb el Blackpool FC.

La Copa anglo-italiana de futbol fou una competició futbolística que enfrontà clubs d'Anglaterra i Itàlia.

## Història
La competició s'inicià després que el Swindon Town guanyés l'edició del 1969 de la Copa de la Lliga anglesa de futbol, però no es classificà per la Copa europea de les Ciutats en Fires, ja que en aquell moment el club jugava a la tercera divisió anglesa.
La competició s'abandonà el 1973, però una competició amb el mateix nom es creà per clubs semiprofessionals entre 1975 i 1987. La competició professional es tornà a establir per club de les segones divisions anglesa i italiana el 1992, reemplaçant la Full Members Cup a Anglaterra. La competició s'abandonà el 1996.
Entre 1969 i 1975 es disputà una competició similar anomenada Copa de la Lliga anglo-italiana de futbol, disputada entre els campions de la Copa de la Lliga o la FA Cup i els de la Coppa Italia.

## Historial
| Any                         | Campió           | Finalista      |
| --------------------------- | ---------------- | -------------- |
| Competició Professional     |                  |                |
| 1970                        | Swindon Town     | Napoli         |
| 1971                        | Blackpool        | Bologna        |
| 1972                        | AS Roma          | Blackpool      |
| 1973                        | Newcastle United | ACF Fiorentina |
| Competició Semiprofessional |                  |                |
| 1976                        | Monza            | Wimbledon      |
| 1977                        | Lecco            | Bath City      |
| 1978                        | Udinese          | Bath City      |
| 1979                        | Sutton United    | Chieti         |
| 1980                        | Triestina        | Sutton United  |
| 1981                        | Modena           | Poole Town     |
| 1982                        | Modena           | Sutton United  |
| 1983                        | Cosenza          | Padova         |
| 1984                        | Francavilla      | Teramo         |
| 1985                        | Pontedera        | Livorno        |
| 1986                        | Piacenza Calcio  | Pontedera      |
| Competició Professional     |                  |                |
| 1992-93                     | Cremonese        | Derby County   |
| 1993-94                     | Brescia Calcio   | Notts County   |
| 1994-95                     | Notts County     | Ascoli         |
| 1995-96                     | Genoa CFC        | Port Vale      |